# Чемпіонат Європи з легкої атлетики 1954
Чемпіонат Європи з легкої атлетики 1950 відбувся 25—29 серпня в Берні на стадіоні «Нойфельд».
Вперше після війни у чемпіонаті взяла участь збірна ФРН.
Чемпіонами Європи зі світовими рекордами стали Володимир Куц в бігу на 5000 метрів (13.56,6), Рожньої Шандор в бігу на 3000 метрів з перешкодами (8.49,6) та Михайло Кривоносов у метанні молота (63,34 м).

## Призери

### Чоловіки
| Дисципліни                | Золото                                                            | Золото       | Срібло                                                              | Срібло    | Бронза                                                        | Бронза    |
| ------------------------- | ----------------------------------------------------------------- | ------------ | ------------------------------------------------------------------- | --------- | ------------------------------------------------------------- | --------- |
| 100 метрів                | Гайнц Фюттерер ФРН                                                | 10,5 CR      | Рене Боніно Франція                                                 | 10,6      | Джордж Елліс Велика Британія                                  | 10,7      |
| 200 метрів                | Гайнц Фюттерер ФРН                                                | 20,9 CR      | Ардаліон Ігнатьєв СРСР                                              | 21,1      | Джордж Елліс Велика Британія                                  | 21,2      |
| 400 метрів                | Ардаліон Ігнатьєв СРСР                                            | 46,6 CR      | Войтто Гельстен Фінляндія                                           | 47,0      | Адамік Золтан Угорщина                                        | 47,6      |
| 800 метрів                | Сентгалі Лайош Угорщина                                           | 1.47,1 CR    | Люсьєн де Мейк Бельгія                                              | 1.47,3    | Еудун Бойсен Норвегія                                         | 1.47,4    |
| 1500 метрів               | Роджер Банністер Велика Британія                                  | 3.43,8 CR    | Гуннар Нільсен Данія                                                | 3.44,4    | Станіслав Юнгвірт Чехословаччина                              | 3.45,4    |
| 5000 метрів               | Володимир Куц СРСР                                                | 13.56,6 WR   | Кріс Чатавей Велика Британія                                        | 14.08,8   | Еміль Затопек Чехословаччина                                  | 14.10,2   |
| 10000 метрів              | Еміль Затопек Чехословаччина                                      | 28.58,0 CR   | Ковач Йожеф Угорщина                                                | 29.25,8   | Френк Сандо Велика Британія                                   | 29.27,6   |
| 110 метрів з бар'єрами    | Євген Буланчик СРСР                                               | 14,4         | Джек Паркер Велика Британія                                         | 14,6      | Бертольд Штайнес ФРН                                          | 14,7      |
| 400 метрів з бар'єрами    | Анатолій Юлін СРСР                                                | 50,5 CR      | Юрій Літуєв СРСР                                                    | 50,8      | Оззі Мільд Фінляндія                                          | 51,5      |
| 3000 метрів з перешкодами | Рожньої Шандор Угорщина                                           | 8.49,6 WR    | Олаві Рінтеенпяя Фінляндія                                          | 8.52,4    | Ернст Ларсен Норвегія                                         | 8.53,2    |
| 4×100 метрів              | Угорщина Заранді Ласло Варашді Геза Чаньї Дьєрдь Голдованьї Бела  | 40,6 CR      | Велика Британія Кеннет Бокс Джордж Елліс Кеннет Джоунс Браян Шентон | 40,8      | СРСР Борис Токарев Віктор Рябов Леван Санадзе Леонід Бартенєв | 40,9      |
| 4×400 метрів              | Франція Клод Аргофф Жак Дега Жан-Поль Мартен дю Гар Жан-П'єр Гудо | 3.08,7 CR    | ФРН Ганс Гайстер Гельмут Дреен Гайнц Ульцгаймер Карл-Фрідріх Гаас   | 3.08,8    | Фінляндія Раймо Граеффе Оззі Мільд Рольф Бак Войтто Гельстен  | 3.11,5    |
| Ходьба 10000 метрів       | Йозеф Долежал Чехословаччина                                      | 45.01,8 CR   | Анатолій Єгоров СРСР                                                | 45.53,0   | Сергій Лобастов СРСР                                          | 46.21,8   |
|                           |                                                                   |              |                                                                     |           |                                                               |           |
| Марафон                   | Вейкко Карвонен Фінляндія                                         | 2:24.51,6 CR | Борис Гришаєв СРСР                                                  | 2:24.55,8 | Іван Філін СРСР                                               | 2:25.26,6 |
| Ходьба 50 кілометрів      | Володимир Ухов СРСР                                               | 4:22.11,2 CR | Йозеф Долежал Чехословаччина                                        | 4:25.07,4 | Рока Анталь Угорщина                                          | 4:31.32,2 |
|                           |                                                                   |              |                                                                     |           |                                                               |           |
| Стрибки у висоту          | Бенгт Нільссон Швеція                                             | 2,02 CR      | Їржі Ланський Чехословаччина                                        | 1,98      | Ярослав Коварж Чехословаччина                                 | 1,96      |
| Стрибки з жердиною        | Еелес Ландстрем Фінляндія                                         | 4,40 CR      | Рагнар Лундберг Швеція                                              | 4,40 CR   | Джеффрі Елліотт Велика Британія                               | 4,30      |
| Стрибки у довжину         | Фельдешші Еден Угорщина                                           | 7,51         | Збігнев Іванський Польща                                            | 7,46      | Ернест Ванко Франція                                          | 7,41      |
| Потрійний стрибок         | Леонід Щербаков СРСР                                              | 15,90 CR     | Рогер Норман Швеція                                                 | 15,17     | Мартін Ржегак Чехословаччина                                  | 15,10     |
| Штовхання ядра            | Їржі Скобла Чехословаччина                                        | 17,20 CR     | Отто Грігалка СРСР                                                  | 16,69     | Гейно Гейнасте СРСР                                           | 16,27     |
| Метання диска             | Адольфо Консоліні Італія                                          | 53,44        | Джузеппе Тозі Італія                                                | 53,34     | Сеченьї Йожеф Угорщина                                        | 51,58     |
| Метання списа             | Януш Сідло Польща                                                 | 76,35        | Володимир Кузнецов СРСР                                             | 74,61     | Сойні Ніккінен Фінляндія                                      | 73,38     |
| Метання молота            | Михайло Кривоносов СРСР                                           | 63,34 WR     | Сверре Страндлі Норвегія                                            | 61,07     | Чермак Йожеф Угорщина                                         | 59,72     |
|                           |                                                                   |              |                                                                     |           |                                                               |           |
| Десятиборство             | Василь Кузнецов СРСР                                              | 6752         | Торб'єрн Лассеніус Фінляндія                                        | 6424      | Гайнц Обербек ФРН                                             | 6263      |

### Жінки
| Дисципліни            | Золото                                                      | Золото    | Срібло                                                       | Срібло | Бронза                                                            | Бронза |
| --------------------- | ----------------------------------------------------------- | --------- | ------------------------------------------------------------ | ------ | ----------------------------------------------------------------- | ------ |
| 100 метрів            | Ірина Турова СРСР                                           | 11,8      | Берта ван Дейне Нідерланди                                   | 11,9   | Енн Пешлі Велика Британія                                         | 11,9   |
| 200 метрів            | Марія Іткіна СРСР                                           | 24,3      | Ірина Турова СРСР                                            | 24,4   | Ширлі Гемптон Велика Британія                                     | 24,4   |
| 800 метрів            | Ніна Откаленко СРСР                                         | 2.08,8 CR | Діана Літер Велика Британія                                  | 2.09,8 | Людмила Лисенко СРСР                                              | 2.11,2 |
| 80 метрів з бар'єрами | Марія Голубнича СРСР                                        | 11.0 CR   | Аннелізе Зеонбухнер ФРН                                      | 11,2   | Пем Сіборн Велика Британія                                        | 11,3   |
| 4×100 метрів          | СРСР Віра Крепкіна Рімма Уліскіна Марія Іткіна Ірина Турова | 45,8 CR   | ФРН Ірмгард Егерт Шарлотта Бомер Ірене Бруттінг Марія Зандер | 46,3   | Італія Марія Муссо Джузеппіна Леоне Летиція Бертоні Мілена Греппі | 46,6   |
|                       |                                                             |           |                                                              |        |                                                                   |        |
| Стрибки у висоту      | Тельма Гопкінс Велика Британія                              | 1,67 CR   | Йоланда Балаш Румунія                                        | 1,65   | Ольга Модрахова Чехословаччина                                    | 1,63   |
| Стрибки у довжину     | Джин Дісфорджес Велика Британія                             | 6,04 CR   | Олександра Чудіна СРСР                                       | 5,93   | Ельжбета Дунська Польща                                           | 5,83   |
| Штовхання ядра        | Галина Зибіна СРСР                                          | 15,65 CR  | Олександра Чудіна СРСР                                       | 14,99  | Марія Кузнецова СРСР                                              | 14,78  |
| Метання диска         | Ніна Пономарьова СРСР                                       | 48,02     | Ірина Беглякова СРСР                                         | 45,79  | Галина Зибіна СРСР                                                | 44,77  |
| Метання списа         | Дана Затопкова Чехословаччина                               | 52,91 CR  | Вірве Роолайд СРСР                                           | 49,94  | Надія Коняєва СРСР                                                | 49,49  |
|                       |                                                             |           |                                                              |        |                                                                   |        |
| П'ятиборство          | Олександра Чудіна СРСР                                      | 4526 CR   | Марія Зандер ФРН                                             | 4485   | Марія Штурм ФРН                                                   | 4357   |

## Медальний залік
| Місце                | Країна               | Золото | Срібло | Бронза | Загалом |
| -------------------- | -------------------- | ------ | ------ | ------ | ------- |
| 1                    | СРСР                 | 16     | 11     | 8      | 35      |
| 2                    | Чехословаччина       | 4      | 2      | 5      | 11      |
| 3                    | Угорщина             | 4      | 1      | 4      | 9       |
| 4                    | Велика Британія      | 3      | 4      | 7      | 14      |
| 5                    | ФРН                  | 2      | 4      | 3      | 9       |
| 6                    | Фінляндія            | 2      | 3      | 3      | 8       |
| 7                    | Швеція               | 1      | 2      | 0      | 3       |
| 8                    | Італія               | 1      | 1      | 1      | 3       |
| 8                    | Польща               | 1      | 1      | 1      | 3       |
| 8                    | Франція              | 1      | 1      | 1      | 3       |
| 11                   | Норвегія             | 0      | 1      | 2      | 3       |
| 12                   | Румунія              | 0      | 1      | 0      | 1       |
| 12                   | Бельгія              | 0      | 1      | 0      | 1       |
| 12                   | Данія                | 0      | 1      | 0      | 1       |
| 12                   | Нідерланди           | 0      | 1      | 0      | 1       |
| Загалом (15 збірних) | Загалом (15 збірних) | 35     | 35     | 35     | 105     |